# Lecanochiton scutellaris
Lecanochiton scutellaris är en insektsart som beskrevs av Henderson, Hodgson in och Hodgson 2000. Lecanochiton scutellaris ingår i släktet Lecanochiton och familjen skålsköldlöss. Inga underarter finns listade i Catalogue of Life.